# Bolina

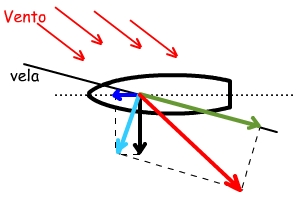
Bolina: la fletxa blau cel indica l'empenyiment generat pel buit en el costat de sotavent de la vela, que es pot descompondre en dos vectors, un de negre, que es cancel·la amb una força igual i de sentit contrari generada per la quilla sota l'aigua, i un altre de blau marí, que és la força resultant o empenyiment que fa avançar el vaixell

En termes nàutics, navegar de bolina (o de cenyida) és l'acció de navegar contra el vent (cap a sobrevent) en tot un rang entre 60° i 37 ° d'angle real respecte al vent. Aquest angle varia segons el tipus d'embarcació o el tipus de vela de vaixell. És una tècnica emprada pels vaixells de vela que consisteix a fer una ziga-zaga contra el vent, que els permet navegar a través de les zones on el vent no és favorable. El terme bolina, prové del terme anglès bowline (caps o amarres de proa) que es van utilitzar en els vaixells de vela quadrada per a tibar els caients de sobrevent de les veles quadres quan es navegava de cenyida, evitant així el flameig dels caients esmentats.

## Principi físic
El flux d'aire que es genera al voltant d'una vela (o qualsevol cos submergit en un fluid en moviment) causa un augment de velocitat dels punts de la part exterior (convexa) de la vela. En un fluid incompressible, a un canvi de velocitat li correspon un canvi de pressió.
La pressió actua sobre la vela: imaginant la vela dividida en molts trossos petits, i tenint en compte les contribucions de la pressió que actua sobre aquestes petites peces tant a sobrevent com a sotavent, s'obté la força resultant del vent que actua sobre la vela, anomenat empenyiment.
És el mateix principi que genera l'empenyiment a la quilla del vaixell, a les ales dels avions, als ponts, etc. En essència, més que per la pressió generada a la banda de sobrevent, l'empenyiment és causat per la depressió generada a la banda de sotavent. La resultant de l'empenyiment és perpendicular a la corda mitjana de la secció corba de la vela (en primera aproximació).
El perfil d'una vela exposada al vent divideix el flux d'aire en dos segments. A causa de la curvatura de la vela en un dels dos segments (el sobrevent) l'aire circula més lentament, ja que ha de recórrer menys «camí», mentre que el que recorre la superfície externa de la vela, camí més llarg (sotavent), s'accelera augmentant la velocitat.
La diferència de velocitats origina, d'acord amb el principi de Bernoulli, l'establiment d'una diferència de pressió entre els dos costats de la vela. La pressió del costat interior (sobrevent) és major que la del costat exterior (sotavent) i es manifesta com una força d'aspiració sobre la vela, més o menys perpendicular a la direcció del vent fent avançar així l'embarcació.
Aquest principi, combinat amb l'ús de la quilla, permet que l'embarcació es mogui en un cert angle en contra del vent. Cosa que no seria així en absència de la quilla, ja que crea una força sota l'aigua, «igual» en intensitat, però de sentit contrari a la component perpendicular a l'eix del vaixell descrita anteriorment. Un vaixell sense quilla, per més que comptés amb un aparell adequat, mai no podria fer altra cosa que derivar. Quan a la vela major s'hi afegeix la presència d'un floc (o un gènova entre ambdues s'estableix una complexa interacció. La hipòtesi que hi ha un coll d'ampolla que augmenta la velocitat de l'aire a la superfície a sotavent de la vela major cal considerar-la errònia. La interacció fonamental ambdues veles es pot resumir en un trasllat cap a popa del flux del (vent aparent) que actua sobre la vela de proa millorant la capacitat de l'embarcació d'anar contra el vent.

## Història
En les antigues embarcacions amb veles quadres, la bolina o «borina» (bow-line) era una corda que permetia tensar el caient de sobrevent d'una vela quadra (anomenat, precisament, caient de sobrevent). Atès, doncs, que aquesta corda s'utilitzava per caçar l'extrem de sobrevent de la vela quadra quan l'embarcació se «cenyia» al vent, el terme s'ha convertit en sinònim d'aquest tipus de navegació i de l'«ajustament» òptim de la vela per a fer-ho.
En l'antiguitat, els vaixells a rem (galeres i galions), la bolina era un càstig pel qual es feia córrer al condemnat al llarg de tot el vaixell, mentre el patia.
El mateix principi permet sustentar-se a una ala d'un avió per raó de l'empenyiment (o sustentació) generat cap amunt. Els usos més comuns es troben en les ales d'avions, que exploten l'empenyiment per mantenir el vol i en els cotxes esportius, on s'utilitzen alerons invertits per a generar una càrrega aerodinàmica i millorar l'adherència dels cotxes a terra a alta velocitat.
En el carburador també s'utilitza el mateix principi : l'aire que passa pel coll d'ampolla del conducte d'admissió (anomenat tub de Venturi) i augmenta la seva velocitat, creant un buit. Si a l'entorn hi ha un tub de menys diàmetre ple de líquid, aquest serà absorbit i polvoritzat per l'aire que circula a gran velocitat pel coll d'ampolla. 

## Navegar en contra del vent: limitacions tècniques i històriques

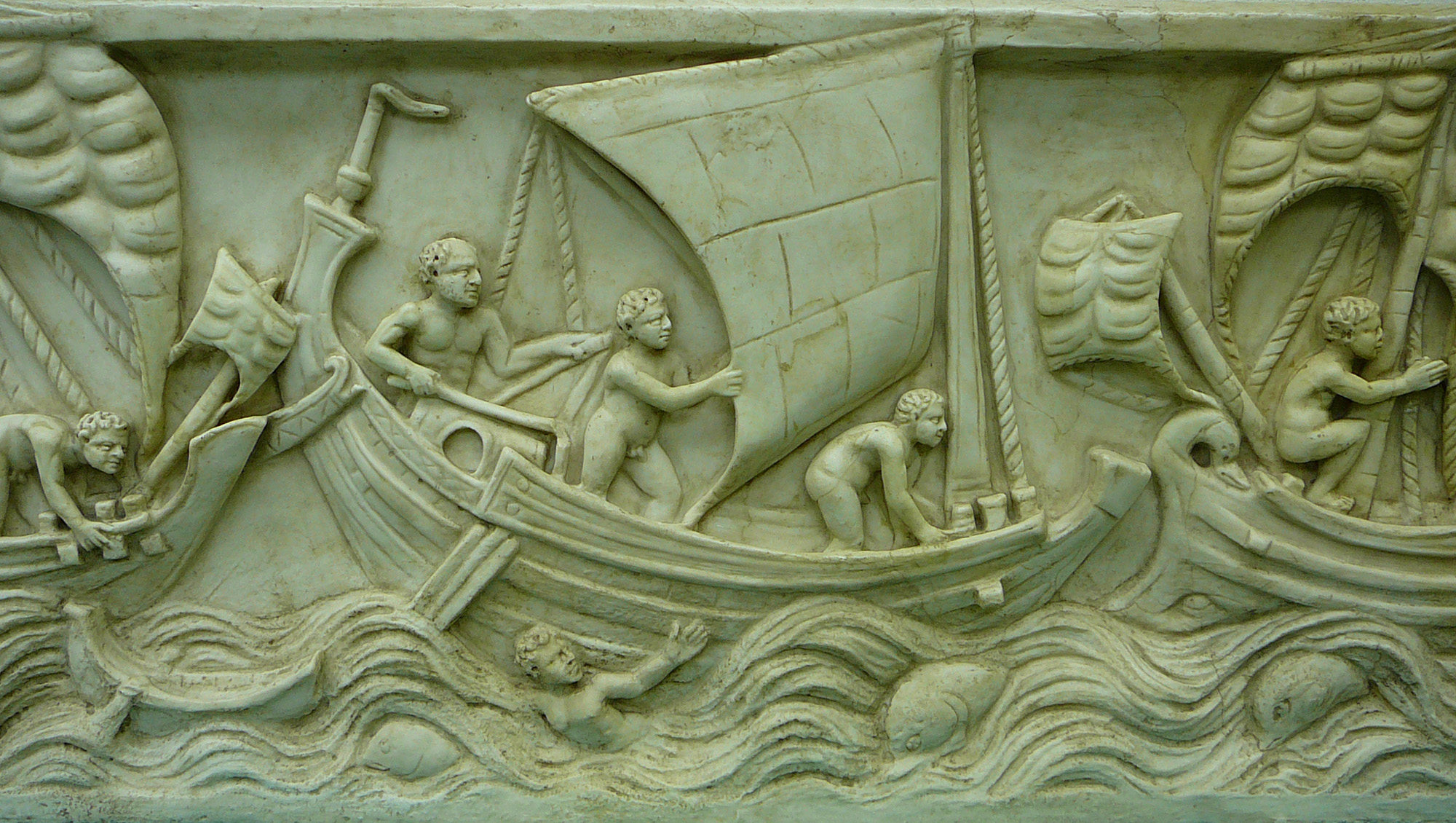
Les primeres veles de tall aparegueren en la forma de veles al terç en embarcacions grecoromanes clàssiques. El baix relleu mostra una nau mercant romana amb una vela al terç (segle III dC).

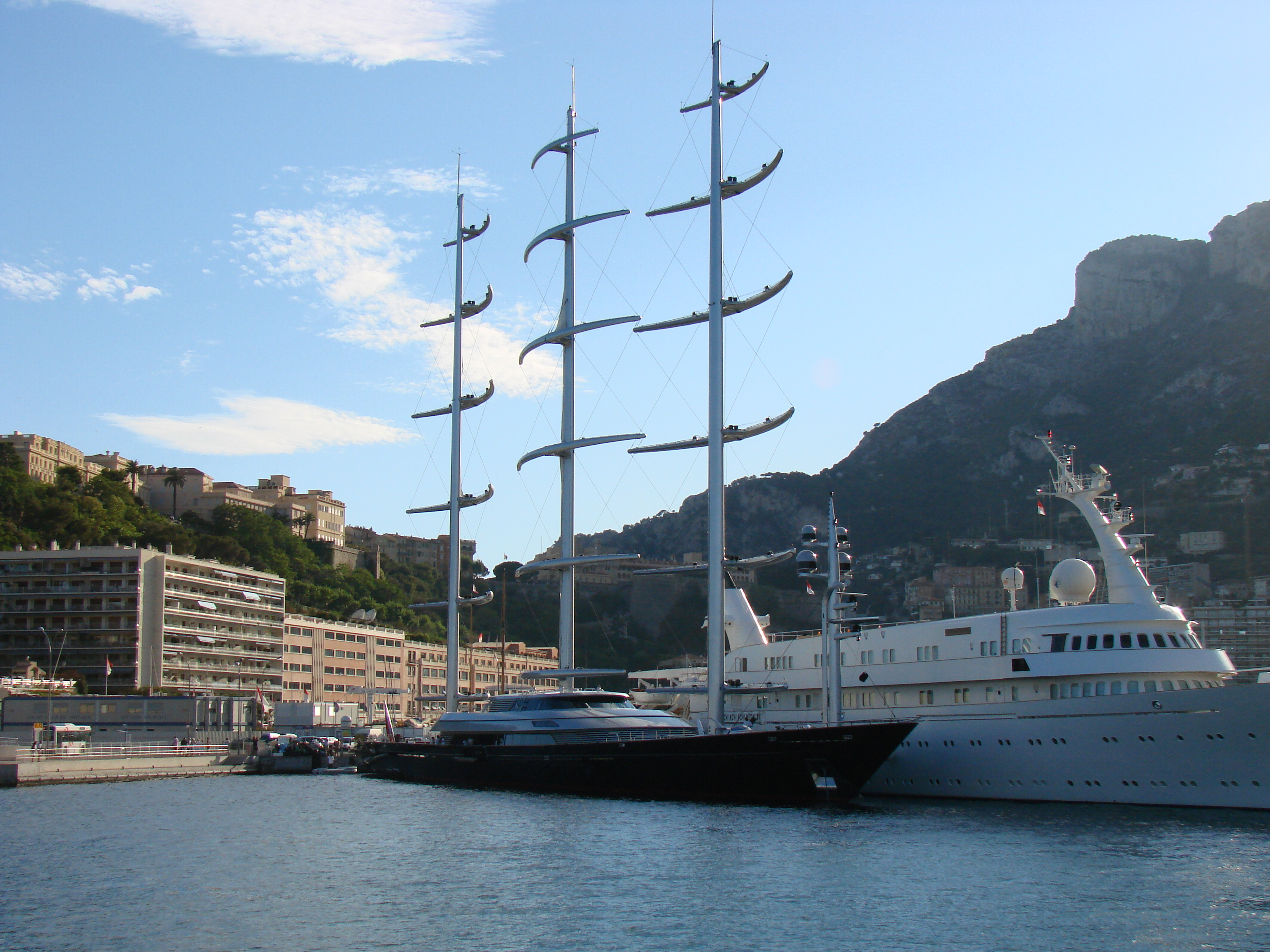
El mega-iot The Maltese Falcon atracat a MonteCarlo

Navegar de bolina no suposa l'ús imprescindible de cap tecnologia moderna. Les limitacions a la navegació de cenyida han estat de tipus històric. Un resum de les prestacions possibles amb aparells d'una sola vela seria el següent: Un veler amb una vela quadra, amb una obra viva adequada, pot cenyir a 6 quartes (Cal recordar que hi ha exemples d'embarcacions romanes amb veles al terç. Vegeu imatge). Un veler amb una vela llatina pot cenyir a 5 quartes. Un veler modern pot cenyir a 3 quartes o menys.
En el primer cas podrien incloure's alguns vaixells mercants i alguns vaixells de guerra de l'època romana clàssica. I vaixells semblants d'èpoques anteriors dels fenicis, cretencs, grecs i cartaginesos. Aquesta possibilitat teòrica, acceptada per alguns experts, no era freqüent.

Els vaixells mercants navegaven al ritme de vents favorables. El vaixells de guerra, trirems i similars, disposaven de rems i, a més, tenien una obra viva molt plana. Un comentari interessant que tracta dels intents de navegar en contra del vent és del mateix Aristòtil.

El segon cas, de cenyida amb veles llatines, també té exemples antics.
Un vaixell interessant és el dromó romà d'Orient (segle xii). Pràcticament idèntic a una trirrem romana però amb tres pals i tres veles llatines.
De la mateixa època és el relat de Ibn Jubayr, viatger musulmà en naus cristianes, que va escriure els intents de cenyida d'una nau genovesa (7 de novembre de 1184) fent bordades contra un llevant impetuós.
La cenyida amb veles de tall, cangrees i bermudianes, és més moderna i documentada.
Els vaixells amb aparell de creu tenien limitacions mecàniques que impedien orientar les vergues a menys de 45 graus en relació amb la línia de crugia. En la pràctica això suposava no poder cenyir a menys de 60 graus. Un exemple modern de iot amb aparell rodó sense fletxadures, estais, burdes i obencs que impedeixin la lliure orientació de les vergues és el Maltese Falcon. Vaixell que pot cenyir igual que amb un aparell bermudià.